# Pseudomasaris maculifrons
Pseudomasaris maculifrons är en stekelart som först beskrevs av Fox 1894.  Pseudomasaris maculifrons ingår i släktet Pseudomasaris och familjen Masaridae. Inga underarter finns listade i Catalogue of Life.